# Pluchea ferdinandi-muelleri
Pluchea ferdinandi-muelleri là một loài thực vật có hoa trong họ Cúc. Loài này được Domin miêu tả khoa học đầu tiên.